# Szabó Szabolcs (politikus)
Szabó Szabolcs (Gyula, 1979. február 11. –) magyar geográfus, politikus; 2022-től a Momentum országgyűlési képviselője. 2003 óta lakik Budapest XXI. kerületében.

## Életrajz

### Tanulmányai
A békéscsabai Széchenyi István Közgazdaságtani és Külkereskedelmi Szakközépiskolában maturált. 2002-ben az ELTE Természettudományi Kar geográfus szakán diplomázott.
C típusú középfokú német és C típusú középfokú angol nyelvvizsgája van.

### Politikai pályafutása
2014 és 2018 között az Együtt – a Korszakváltók Pártja egyéniben győztes országgyűlési képviselője és az Országgyűlés Kulturális Bizottságának tagja. 2018. június 2-án az Együtt megszűnt, így ezt követően a Lehet Más a Politika (LMP) frakciójának tagja lett. 2018. október 1-jén Szél Bernadett-tel közösen kilépett az LMP frakciójából és függetlenként folytatták munkájukat az országgyűlési ciklus végéig.
2021. január 26-án Fekete-Győr András, a Momentum Mozgalom elnöke bejelentette, hogy pártja Szabó Szabolcsot indítja a 2021-es ellenzéki előválasztáson a Budapesti 17. sz. országgyűlési egyéni választókerületben, ahol magabiztosan győzött szeptemberben.
2022. május 2. óta a Momentum egyéniben győztes összellenzéki országgyűlési képviselője, az Országgyűlés Igazságügyi Bizottságának tagja, illetve az év november 29. napjától az Ellenőrző Albizottság elnöke.